# Victor Spinetti
Victor Spinetti (Cwm, Blaenau Gwent, 2 september 1929 – Monmouth, 18 juni 2012) was een Brits acteur uit Wales. Hij was bekend om zijn optredens in de Beatles-films A Hard Day's Night, Help! en Magical Mystery Tour.

## Filmografie
- Expresso Bongo (1958)
- Behind the Mask (1958)
- The Gentle Terror (1961)
- The Wild Affair (1963)
- Sparrows Can't Sing (1963)
- A Hard Day's Night (1964)
- I Think They Call Him John (1964)
- Becket (1964)
- Help! (1965)
- Magical Mystery Tour (1967)
- The Taming of the Shrew (1967)
- The Biggest Bundle of Them All (1968)
- Can Heironymus Merkin Ever Forget Mercy Humppe and Find True Happiness? (1969)
- Defeat of the Mafia (1970)
- This, That and the Other! (1970)
- Start the Revolution Without Me (1970)
- Under Milk Wood (1972)
- Digby, the Biggest Dog in the World (1973)
- The 500 Pound Jerk (1973)
- The Little Prince (1974)
- The Great McGonagall (1974)
- Dick Deadeye, or Duty Done (1975)
- The Return of the Pink Panther (1975)
- Voyage of the Damned (1976)
- Emily (1976)
- Fiona (1977)
- Some Like It Cool (1977)
- The Lion, the Witch & the Wardrobe (1979)
- Under the Cherry Moon (1986)
- The Attic: The Hiding of Anne Frank (1988)
- Mike + The Mechanics: A Closer Look (video) (1989)
- Romeo.Juliet (1990)
- The Krays (1990)
- Omnibus (1990)
- The Princess and the Goblin (1991)
- The Adventures of Young Indiana Jones: Attack of the Hawkmen (1995)
- Boobs in the Wood (video) (1999)
- Julie and the Cadillacs (1999)
- The Adventures of Young Indiana Jones: Adventures in the Secret Service (video) (2000)
- In the Beginning (2000)
- Cosa raccomanda lei? (2006)
- I Wednesday (2006)

## Televisieseries
- Richard the Lionheart (1963)
- The Saint (1964)
- Thirty-Minute Theatre (1966)
- Two in Clover (1969-1970)
- Harriet's Back in Town (1973)
- Cooper (1975)
- Fred Basset (voice / as Victor Spinnetti) (1976)
- BBC Play of the Month (1978 en 1983)
- Kelly Monteith (1979-1982)
- Take My Wife... (1979)
- Jackanory Playhouse (1979)
- Time of My Life (1980)
- Bernie (1980)
- SuperTed (1982-1984)
- Sweet Sixteen (1983)
- Mistral's Daughter (1984)
- Sins (1986)
- Bad Boyes (1987)
- The Further Adventures of SuperTed (1989)
- An Actor's Life for Me (1991)
- Paul Merton: The Series (1991)
- Singles (1991)
- Take Off with T-Bag (1992)
- Secrets (1992)
- ABC Weekend Specials (1994)
- Bottom (1995)
- Harry and the Wrinklies (1999)
- First Degree (2002)
- High Hopes (2005)
- New Tricks (2005)